# Mike Minor

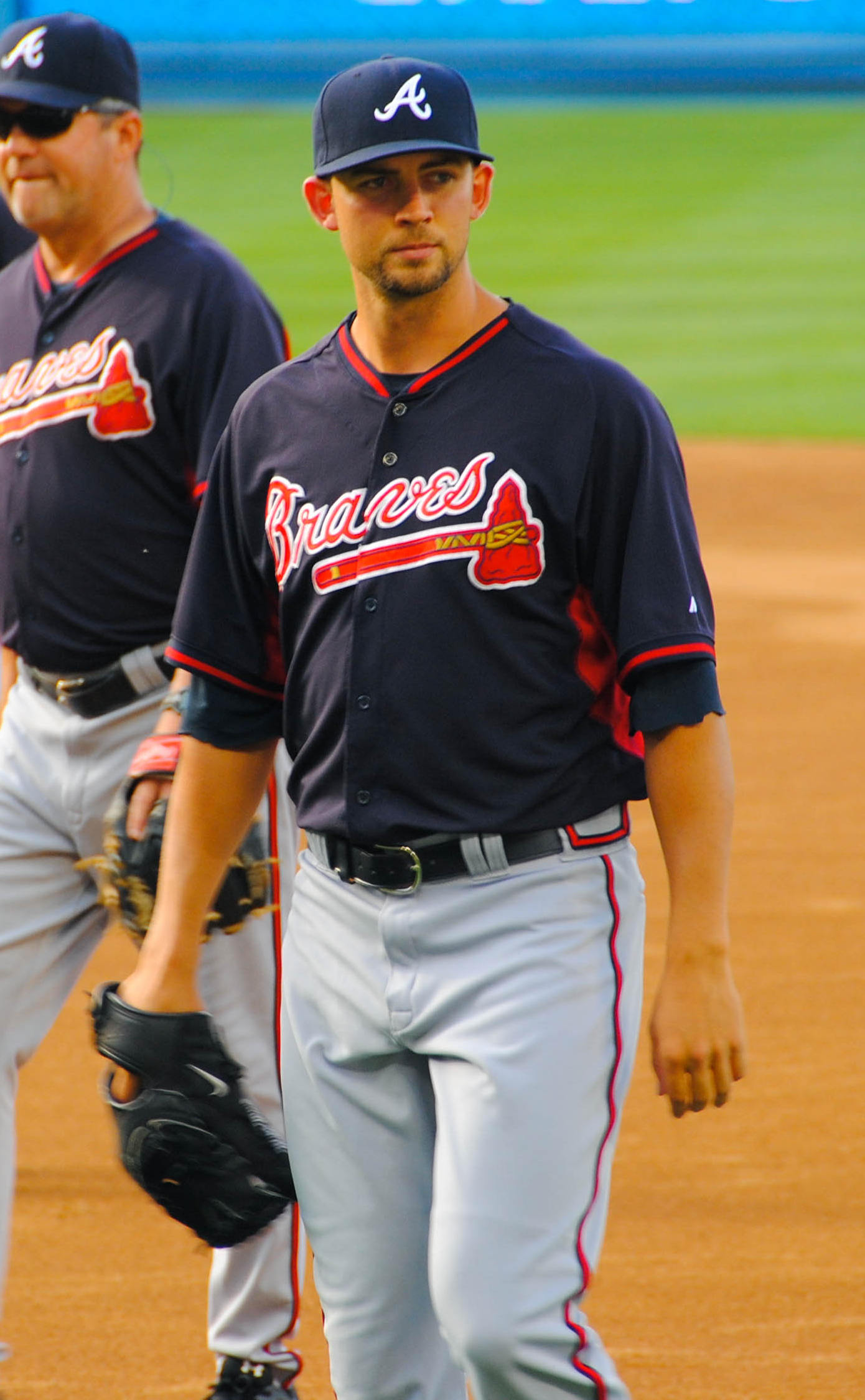
Mike Minor, 2014.

Michael David "Mike" Minor, född 26 december 1987 i Chapel Hill i Tennessee, är en amerikansk professionell basebollspelare som spelar som pitcher för Cincinnati Reds i Major League Baseball (MLB). Han har tidigare spelat för Atlanta Braves, Kansas City Royals, Texas Rangers och Oakland Athletics.
År 2006 blev Minor draftad av Tampa Bay Devil Rays men valde istället studera på Vanderbilt University och spela för deras idrottsförening Vanderbilt Commodores. Tre år senare gick han åter i draften och valdes då av Atlanta Braves.